# Lamballe
Lamballe (in bretone Lambal) è un comune francese di 12 515 abitanti situato nel dipartimento delle Côtes-d'Armor nella regione della Bretagna. 
Nella cittadina si possono ammirare due pregevoli chiese: quella di Notre-Dame (XII-XV secolo) e quella di St-Martin (XI-XV secolo), entrambe edificate in stile romanico-gotico.
La famiglia paterna del dittatore cileno Augusto Pinochet proveniva da Lamballe e si trasferì in Cile nel XVIII secolo.
Lamballe diede i natali al Capitano di Fregata e Pittore della Marina Charles Longueville (1829-1899).

## Storia
Fu capitale della contea (poi ducato) di Penthièvre.
Il 1º gennaio 2016 si è fuso con il comune di Meslin modificando il suo status da commune déléguée a commune nouvelle.

## Società

### Evoluzione demografica
Abitanti censiti

## Amministrazione

### Gemellaggi
- Oliveira do Bairro